# Úrvalsdeild Karla 1927
La Úrvalsdeild Karla 1926 fue la 16.ª edición del campeonato de fútbol islandés. El campeón fue el KR Reykjavík, que ganó su cuarto título. El número de participantes se redujo de 5 a 4.

## Tabla de posiciones
|   | Equipo           | PJ | PG | PE | PP | GF | GC | DG  | Pts |
| - | ---------------- | -- | -- | -- | -- | -- | -- | --- | --- |
| 1 | KR Reykjavik (C) | 3  | 3  | 0  | 0  | 12 | 2  | +10 | 6   |
| 2 | Valur Reykjavik  | 3  | 2  | 0  | 1  | 5  | 3  | +2  | 4   |
| 3 | Víkingur         | 3  | 1  | 0  | 2  | 4  | 6  | -2  | 2   |
| 4 | Fram Reykjavik   | 3  | 0  | 0  | 3  | 0  | 10 | -10 | 0   |

PJ = Partidos jugados; PG = Partidos ganados; PE = Partidos empatados; PP = Partidos perdidos; GF = Goles a favor; GC = Goles en contra; DG = Diferencia de gol; Pts = Puntos
| (C) Campeón |